# EnOcean
EnOcean es una empresa alemana que trabaja en tecnologías wireless y de captación de energía, usada, principalmente en sistemas automáticos en edificios, con base Oberhaching. No ha presentado ningún estándar nacional, europeo o internacional; sin embargo, EnOcean GmbH ofrece su tecnología y licencias de características patentadas bajo la licencia de la EnOcean Alliance. El concepto se desarrolló para permitir sensores e interruptores sin baterías para automatizaciones en edificios.

## Tecnología EnOcean
La tecnología EnOcean se basa en la explotación energética eficiente de aplicar una ligera excitación mecánica y otras potencias del entorno, usando los principios de la captación de energía. Para transformar las fluctuaciones de dicha energía en energía eléctrica utilizable, trabajan con electromagnetismo, piezogeneradores, células fotoeléctricas, termopares y otros conversores de energía.
Los productos EnOcean (tales como sensores e interruptores de radio) no necesitan baterías y se han diseñado para funcionar sin necesidad de mantenimiento. Las señales de los sensores e interruptores se pueden transmitir sin cables a una distancia de hasta 300 metros. Los primeros diseños de la compañía usaban piezo generadores, reemplazados posteriormente por fuentes de energía electromagnética para reducir la operación de presión (7 newtons), y aumentar la vida útil hasta 50.000 operaciones.
Los paquetes de datos son relativamente pequeños, con paquetes de solo 14 bytes de longitud, y son transmitidos a 120 kbit/s. La energía de radio frecuencia solo se transmite por los 1's de los datos, reduciendo la cantidad de energía requerida. Se envía tres paquetes a intervalos pseudo-aleatorios, reduciendo así la posibilidad de colisión de paquetes. Los interruptores también transmiten paquetes de datos adicionales al liberar el botón del mismo, permitiendo así la implementación de otras características como la atenuación de la luz. La frecuencia de transmisión usada para los dispositivos está en 868.3 MHz.

## Ejemplos de aplicación
Un ejemplo de la tecnología es un interruptor de la luz inalámbrico y sin cables. Estos tienen la ventaja de que se ahorra tiempo y material en la instalación, pues no es necesario instalar cables entre el interruptor y el dispositivo, por ejemplo una luz, y también reduce el ruido en los circuitos de conmutación, pues la conmutación se realiza localmente en destino, en la carga.
Otra aplicación es un sistema de voto para una audiencia, desarrollado por el distribuidor de EnOcean en el Reino Unido. Cada miembro de una audiencia recibe un control remoto con cuatro botones en el que hay un transmisor EnOcean, y las señales son decodificadas por un receptor conectado a un ordenador. Esto evita la necesidad de que los controles remotos tengan baterías y, además, cada uno de ellos se identifica unívocamente, por lo que el presentador puede ver todas las respuestas individuales de cada miembro de la audiencia.

## Compañía EnOcean
EnOcean GmbH es una empresa derivada de Siemens AG fundada en 2001. Es una compañía alemana cuyo cuartel central está en Oberhaching, cerca de Munich, que tiene actualmente 80 empleados. Es proveedor de tecnología de equipos autoamplificados (transmisores, receptores, transceivers, conversores de energía) para compañías (como Siemens, Distech Controls, Zumtobel, Omnio, Osram, Wieland Electric, Peha, Thermokon, Wago, Herga), que desarrolla y manufactura productos usados en automatización de edificios (luz, sombreado, sistemas de control ambiental), automatización industrial e industrial del automóvil (reemplazo de la convencional batería en los sensores de presión de ruedas).
La compañía ha ganado diversos premios por su desempeño y tecnología, incluyendo el Premio de Innovación Bávabaro 2002 por su tecnología global única, el premio "Tecnología pionera 2006" del Foro Económico Mundial y el "Producto Top-10 de 2007" de Building Green.
En julio de 2007, la compañía anunció una tecnología que permitirá que los transmisores se alimenten con dispositivos Peltier con un mínimo de 2 grados celsius de diferencia de temperatura en cada lado de un panel cuadror Peltier de 15 mm.
En noviembre de 2007, MK Electric, el mayor fabricante de accesorios de consumo eléctrico en UK, adoptó la tecnología EnOcean para un nuevo rango de interruptores inalámbricos.

## EnOcean Alliance
Un grupo de compañías de toda Europa y Norteamérica, incluyendo EnOcean, Texas Instruments, Omnio, Sylvania, Masco, y MK Electric formaron la EnOcean Alliance en abril de 2008 como una corporación sin ánimo de lucro, y para mutuo beneficio que tiene el propósito formal de iniciar el desarrollo de especificaciones para la interoperabilidad de los perfiles de sensor para productos wireless operando en bandas de frecuencia sin licencia y consecuentemente para solicitar ratificación como un estándar internacional en el correspondiente comité de estandarización, y ayudar a dar a conocer la existencia de un amplio rango de productos para la monitorización y el control wireless interoperables para el uso en áreas residenciales, comerciales y edificios industriales.
La compañía WTRS de investigaciones de mercado anunció que las peticiones de módulos de EnOcean llegarán a los $1.4B in 2013.